# Joe Hart (Politiker)

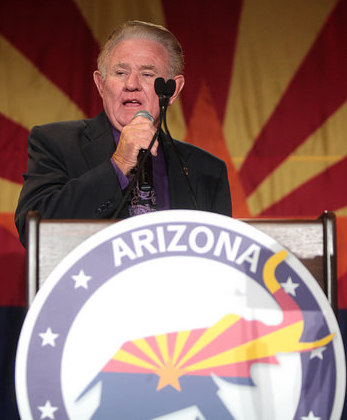
Joe Hart

Joe Hart (* 8. Mai 1944 in Kingman, Arizona; † 11. September 2022) war ein US-amerikanischer Politiker (Republikanische Partei) und von 2007 bis 2021 der amtierende Arizona State Mine Inspector.

## Werdegang
Joe Hart wurde 1944 in Kingman, Arizona geboren. Er war bereits die 4. Generation der Familie in Arizona. Er besuchte das Fullerton Junior College und das Mohare Community College.
Hart arbeitete 20 Jahre für die Duval Mining Corporation. Dort war er auch als Safety Supervisor tätig. Er arbeitete außerdem für einen Fernsehsender, war bei der Black Mountain Cattle Company angestellt und ebenso bei der Hart to Hart Trucking.
Als Mitglied der Republikanischen Partei gehörte er von 1990 bis 2000 dem Repräsentantenhaus von Arizona an. Dort war er Speaker Pro Tempore.
Hart war verheiratet und hat vier Kinder sowie zehn Enkelkinder.